# (436) Patricia
(436) Patricia est un astéroïde de la ceinture principale découvert par M. Wolf et A. Schwassmann à Heidelberg le 13 septembre 1898.

## Compléments